# Destination Software
Destination Software (ou DSI Games) est un développeur et un éditeur de jeux vidéo fondé en 2001. Ses locaux se situent à Moorestown, dans le New Jersey, aux États-Unis. En 2008, Destination Software devient la branche américaine de Zoo Entertainment et est remplacé avec GreenScreen Interactive Software.